# Walerian Wodziszewski
Walerian Jan Wodziszewski vel Pokraka (ur. 2 listopada 1893 w Krakowie, zm. ?) – kapitan administracji (piechoty) Wojska Polskiego, kawaler Orderu Virtuti Militari.

## Życiorys
Urodził się 2 listopada 1893 w Krakowie, w rodzinie Jana. Do Wojska Polskiego został przyjęty z byłej armii austro-węgierskiej. Służył w szeregach 11 pułku piechoty w Tarnowskich Górach. 3 maja 1922 został zweryfikowany w stopniu porucznika ze starszeństwem z dniem 1 czerwca 1919 i 337. lokatą w korpusie oficerów piechoty, a 1 grudnia 1924 awansowany do stopnia kapitana ze starszeństwem z dniem 15 sierpnia 1924 i 42. lokatą w korpusie oficerów piechoty. W listopadzie 1927 został przeniesiony do kadry oficerów piechoty i przydzielony do Komendy Miasta Toruń na stanowisko referenta, a w grudniu tego roku zwolniony z tego stanowiska z równoczesnym przeniesieniem służbowym do Powiatowej Komendy Uzupełnień Tarnowskie Góry na okres sześciu miesięcy, w celu odbycia praktyki poborowej. W kwietniu 1928 został przeniesiony do PKU Tarnowskie Góry na stanowisko referenta. Później został przesunięty na stanowisko kierownik II referatu poborowego, a we wrześniu 1930 na stanowisko kierownika I referatu administracji rezerw. Na tym stanowisku pełnił służbę przez kolejnych dziewięć lat. W międzyczasie (1 września 1938) jednostka, w której pełnił służbę została przemianowana na Komendę Rejonu Uzupełnień Tarnowskie Góry, zajmowane przez niego stanowisko otrzymało nazwę „kierownik I referatu ewidencji”, a on sam został przeniesiony do korpusu oficerów administracji, grupa administracyjna.

## Ordery i odznaczenia
- Krzyż Srebrny Orderu Wojskowego Virtuti Militari  – 28 lutego 1921[16][17][18]
- Srebrny Krzyż Zasługi – 22 maja 1939 „za zasługi w służbie wojskowej”[19][20]